# Raffington Event
Raffington Event – Détective est un album de bande dessinée écrit et dessiné par Andreas. Il met en scène Raffington Event, un détective privé qui s'occupe d'affaires étranges frôlant le surnaturel. Le personnage est déjà apparu dans l'album Passages de la série Rork, puis reviendra dans l'album final Retour.

## Résumé
L'album est composé de 10 histoires courtes, faisant entre 5 et 7 pages.
- Jim, une histoire muette en noir et blanc, de 7 planches. Une femme demande à Raffington de retrouver son mari Jim. Aurait-il été enlevé par des extraterrestres?
- 1. Liber Odii. L'histoire d'un livre maudit, qui absorbe la force vitale de ses propriétaires. On y rencontre Giancarlo Pocci, envoyé spécial du vatican.
- 2. Le Rêveur. Raffington reçoit la visite d'un homme qui fait depuis trois jours un rêve récurrent: il se trouve immobilisé sur une voie ferrée, alors qu'un train fonce dans sa direction...
- 3. Mécaniques. Raffington, tombé en panne en rase campagne, frappe à la porte d'une maison isolée...
- 4. Les Miroirs du docteur X. Dans une foire foraine, Raffington visite une attraction: "Les miroirs magiques du docteur X", qui a des effets secondaires indésirables.
- 5. La Maison des esprits. Un vieil homme, Irving Temple, envoie Raffington au Mexique, "porter un message aux esprits". Il y rencontre une communauté ayant développé des pouvoirs spirituels.
- 6. Fleur. Une fleur étrange, apparue dans le voisinage de Raffington, cause une série de décès.
- 7. Kid. Une panne d'électricité généralisée est causée par un enfant doté d'un pouvoir paranormal. L'histoire se déroulant dans l'obscurité, les personnages apparaissent sous la forme de silhouettes noires.
- 8. Pourquoi ici? Pourquoi moi? Alors qu'il est dans son bureau, la nuit, occupé par des paperasseries urgentes, Raffington est pris en otage par un homme armé. Pendant quatre planches, on ne voit rien d'autre que le visage de Raffington en gros plan, le récit prenant la forme d'un monologue intérieur. La chute est amenée par une vue plongeante en pleine page.
- 9. Le retour de Pocci. La police demande à Raffington de retrouver Giancarlo Pocci, qui avait disparu à la fin de la première histoire avec le "Livre de la haine". Celui-ci à fait plusieurs autres victimes...

## Histoire éditoriale
- Publication en album, coll. « Histoires et légendes », Le Lombard, 1989,  (ISBN 2-8036-0731-X)
- Nouvelle édition, coll. « Signé », Le Lombard, 2016,  (ISBN 978-2-8036-3529-0)